# توهوویشتا
توهوویشتا (به بلغاری: Tuhovishta) یک منطقهٔ مسکونی در بلغارستان است که در شهرستان ساتووچا واقع شده است. توهوویشتا ۱۷٫۱۵۱ کیلومتر مربع مساحت و ۸۱۵ نفر جمعیت دارد و ۸۳۶ متر بالاتر از سطح دریا واقع شده است.